# Trienopa dionaea
Trienopa dionaea är en insektsart som beskrevs av Rauno E. Linnavuori 1973. Trienopa dionaea ingår i släktet Trienopa och familjen sköldstritar. Inga underarter finns listade i Catalogue of Life.